# Хамар (Дагестан)
Хамар — село в Тляратинском районе Дагестана. Входит в состав сельского поселения сельсовет Тляратинский.

## География
Расположено в 3 км к юго-востоку от районного центра — села Тлярата, на реке Хамарор.

## Население
| 1869 | 1888 | 1895 | 1926 | 1939 | 1970 | 1989 |
| ---- | ---- | ---- | ---- | ---- | ---- | ---- |
| 144  | ↗219 | ↘212 | ↘92  | ↗126 | ↗182 | ↗307 |
| 2002 | 2010 | 2021 |      |      |      |      |
| ↘111 | ↗180 | ↗208 |      |      |      |      |